# 長門有希ちゃんの消失
『長門有希ちゃんの消失』（ながとゆきちゃんのしょうしつ）は、ぷよによる日本の漫画作品。『ヤングエース』（角川書店）2009年の創刊号から2016年9月号まで連載された。谷川流のライトノベル『涼宮ハルヒシリーズ』の公式パロディ、および『涼宮ハルヒちゃんの憂鬱』のスピンオフ漫画。

## 概要
「涼宮ハルヒシリーズ」（原作）、およびその公式パロディで、本作と同じ作者の漫画『涼宮ハルヒちゃんの憂鬱』に登場するキャラクター・長門有希を主人公としたスピンオフ作品。原作第4巻『涼宮ハルヒの消失』の内容をベースに、原作とは異なった世界観で起こるラブコメディを、通常のコマ割り形式で描いている。キョン視点の本編とは異なり基本的に長門視点でストーリーは進行していく。『ヤングエース』創刊直前に発行されたプレビューマガジンで初掲載され、その後『ヤングエース』の創刊号より連載開始（まれに『ザ・スニーカー』において『涼宮ハルヒちゃんの憂鬱』の代わりに本作の出張版が掲載されていたが、本誌の休刊のため終了した）。
2013年12月18日、本作のアニメ化が進行中であることが発表された。
本作は『涼宮ハルヒちゃんの憂鬱』で長門が作ったギャルゲー（単行本2巻収録）や、『涼宮ハルヒの消失』のパロディであるエピソード「涼宮ハルヒちゃんの消失」（単行本第3巻収録）の設定や影響が強く反映されているが、それらのエピソードと本作のストーリーに直接の繋がりはない。
本作の特徴の一つは、「涼宮ハルヒシリーズ」を原作としつつ、原作の話の基礎になっていた、「長門有希や朝倉涼子らが宇宙人」、「朝比奈みくるが未来人」、「古泉一樹が超能力者」、「涼宮ハルヒに願望を実現できる能力がある」、などの特殊な能力の設定が受け継がれず、「涼宮ハルヒシリーズ」に登場する全てのキャラクターが普通の人間（一般人）になっている所である。そのため、一部原作のエピソードを元にした話でも、全員が一般人に置き換えられ、内容や結末を改変している。また、原作よりも時間進行が早く、単行本3巻の時点で長門たちは2年生（みくる達は3年生）に進級している（ちなみに原作では2年生に進級した際にも長門とキョンは別のクラスだったが、本作では進級したことにより長門とキョンたちが同じ5組になっている）。
単行本1巻の作者コメントによると、ハルヒシリーズの編集者が「これはスピンオフとかではなく、もはやリビルド」と評したことから、本作はこの言葉を元に「リビルド」をキャッチコピーとしている。
話数は全て「Epilogue ○（話数）」と表記されているが、単行本3巻のコメントによると、本作が「ハッピーエンドの後のエピローグ部分を描く」というテーマから作られ、作者自身も「本編の数年後などを描いたエピローグがある物が好きなため」だという。
また、単行本4巻のコメントでは「奇数巻ではコメディー要素が多く、偶数巻ではラブストーリー要素が多い」という説明を書き、最後に「比重の話は嘘です」と締めているが、この比重は実際に当てはまる傾向にある。
漫画版単行本では題名の『消失』の英訳に"vanishing"が当てられていたが、TVアニメのロゴ等では"disappearance"となっている。『涼宮ハルヒの消失』の英題は後者。

## あらすじ
少し内気で普通の少女・長門有希は自らが部長を務める文芸部の存続を祝うため、そして部の存続に協力してくれた少年・キョンに想いを告白するためにクリスマスパーティーを企画していた。長門の親友である朝倉涼子、書道部の朝比奈みくる、鶴屋さんの協力で、パーティーは無事開催され、長門は告白こそ失敗したものの充実した時間を過ごす。自らの居場所を再確認した長門は、部の存続にあたって自らが決断するきっかけとなった少女のことを思い出していた。
パーティー翌日、長門とキョンは、件の少女・涼宮ハルヒと再会する。文芸部に興味を持ったハルヒは、他校の生徒であるにも関わらず、お供の古泉一樹と共に部室に入り浸り始め、静かだった文芸部は賑やかな空間になっていく。ハルヒの起こす事件やイベントに翻弄されながら、長門とキョンは少しずつ互いの距離を縮めていく。だが、キョンが長門の想いに気付く気配はなく、長門の恋路は前途多難かに思われていた。
しかし、ある雨の日に長門は交通事故に遭遇。負傷の影響で発生した記憶障害によって彼女の中に別の人格が生まれ、本来の人格が眠りについてしまう。長門の異常に気付いた朝倉とキョンは、本来の長門の帰還を望みつつも、別人格の長門の存在を否定することはできず、彼女を見守りながら普段と変わらぬ日常生活を送ろうと試みる。やがて別人格の長門もキョンへの恋愛感情を自覚するが、同時に睡眠を取る毎に記憶が統合されていること、そして記憶障害で発生した自身が消えることに気付いてしまう。彼女は最期にキョンへの想いを告白し、あえて返事を聞かぬまま消失していった。
一方、思わぬ告白を受けたキョンは動揺し、帰還を遂げた本来の長門との距離感が掴めなくなってしまう。しかし、その態度が彼女を傷つけていることに気付いたキョンは、本来の長門に聞こえない形で別人格の長門へ返事を伝えることで、気持ちを整理し、以前の関係を取り戻すことに成功する。その後、文化祭における佐々木との再会を経て、自らが長門への恋愛感情を抱いていることを自覚したキョンは、二度目のクリスマスパーティーの最中に長門から告白を受け、自らもその場で告白を返した。
こうして、ついに長門とキョンは恋愛関係になったが、二人の恋路を見届けた朝倉は、以前から両親に打診されていたカナダへの留学を決意していた。

## 登場人物
原作での設定は「涼宮ハルヒシリーズの登場人物」、『涼宮ハルヒちゃんの憂鬱』での設定は「涼宮ハルヒちゃんの憂鬱#登場人物」を参照。

### 県立北高校
長門有希（ながと ゆき）
声 - 茅原実里
本作の主人公。北高に通う1年生（物語途中より2年生）で文芸部部長。市立図書館での出来事がきっかけで、同じく北高に通う男子生徒「キョン」に恋をしてしまい、ゾッコンな面を持っている。原作での無感情、『涼宮ハルヒちゃんの憂鬱』での無感情で天然ボケな長門と違い、内気で少々抜けているが、とても感情豊かで、パニックになると奇行を起こす。キョンにはいつか自分の気持ちを告白したいと考え、何度か実行しているが、毎回肝心な所で邪魔が入り失敗している。また、かなりの食いしん坊で、食べ物に釣られて行動してしまうことも多い。趣味は読書とゲーム。服装についても、原作は制服のみ、『涼宮ハルヒちゃんの憂鬱』が一部シーンのみが私服であったのに対して、本作はほとんどが私服であり、逆に制服は学校以外で着ることはない。字が非常にうまく、コンピューターの書体のような文字を手書きすることができるほか、進学校レベルの数学も解くことができるほど頭がいい。しかし、説明は下手で、朝倉曰く「宇宙語」。住まいはマンションで、一人暮らし。また、極度の近眼で、メガネを外すと歩くのもおぼつかない。脳内会議の際には、頭の中に『涼宮ハルヒちゃんの憂鬱』に登場したウサギ型ヘッドホンを付けた長門が現れる。2年生に進級する際のクラス替えで、キョンや朝倉と同じクラスになっている。

別人格の長門
声 - 茅原実里
車と接触しかけて転倒した際に一時的に現れた人格で、医師からは事故の際の衝撃に起因する記憶障害が原因で現れたと診断されている（本人曰く、記憶がなくなったわけではないが、それを自分の記憶とは認識できない状態）。性格は原作『涼宮ハルヒの憂鬱』の長門に近く、寡黙であり、表情もほとんど変化しない。また、自身の存在を「脳の異常で発生した存在」と自覚していたため、当初は朝倉やキョンに対して自身の正体を隠そうとしていた。ゲーム好きから本好きに変わったり、「宇宙語」を使わずにキョンに勉強を教えられるなど嗜好や能力が変化したが、朝倉曰く「食べ方や量は変わっていない」とのこと。本来の長門が抱いていたキョンへの恋愛感情は「今の私には分からない」と感じていたが、彼と日常生活を送る中でそれを理解し、自らもキョンに惹かれていく。

キョン
声 - 杉田智和
北高に通う1年生（物語途中より2年生）で文芸部部員。「キョン」というのは原作の設定と同じくあだ名で、本名は不明。本作では元からこの世界の住人として登場している。図書館で貸し出しカードを作れず困っていた長門を助けたことで知り合い、その後、長門に廃部寸前の文芸部に誘われて入部する。また、文芸部に入部した直後に朝比奈みくると廊下でぶつかったことがあり、それをたまたま目撃していた鶴屋さんが、キョンがみくるを襲っていると勘違いしてしまい、それ以来なぜか勝手に「みくるファン倶楽部」に入会させられている。キョン自身はこの件をとても迷惑がっており、そのためか、原作のようにみくるを過剰に持ちあげる言動は取っていない。学力の方はあまりよくないようだが、原作でキョンの成績は明言されていないため、メタ発言でぼやかされている。原作と同様に妹がおり、長門と出会った日、キョンが図書館にいたのは、妹が借りる本を探すためであった。中学1年の時、中学校の校庭に宇宙へのメッセージを書こうとしたハルヒと1度出会っており、その際にハルヒに対して自身の名前を聞かれ「ジョン・スミス」と答え、年齢も「高校1年生」と偽った。朝倉から長門の人格が変わったことを知らされた際には、その事実を即座に受け止めて別人格の長門が負担を感じずに生活できるよう振舞うなど察しの良さを見せている。

朝倉涼子（あさくら りょうこ）
声 - 桑谷夏子
北高に通う1年生（物語途中より2年生）で、長門と同じマンションに住む長門の親友で、幼馴染的な間柄。しかし、一人暮らしの長門を気遣って、ほぼ毎晩長門の部屋に行っては夕食を作ったり、ゲームばかりする長門を叱ったりと、作中ではよくお母さん的存在とされる。両親はカナダに赴任中で、本人も一人暮らしである。また、キョンのクラスの委員長でもあり、優等生。そのため、最初は部活動に参加していなかったが、廃部寸前の文芸部を守るために部員を集めていた長門に誘われ、キョンと同時期に入部している。基本的には長門に甘いものの、彼女が甘え過ぎと感じる時は厳しい態度を取るなど、さらに母親属性を発揮している。また、長門がキョンを好きな気持ちをもっとも理解しており、さりげなく長門に助言やアドバイスを行っている。とにかく何でもこなすことができ、1度鶴屋さんと激闘（料理対決など20本）を繰り広げ、それ以降お互い仲がよい。本作では完全に一般人なので、原作や『涼宮ハルヒちゃんの憂鬱』のような、キョンを殺そうとする描写や考えはまったくなく、むしろ上記のように他の人を助けてくれる存在なのだが、時にはハルヒでさえも驚くほど大胆な行動に打って出ることがある。「美人」など自分の容姿を褒められると興奮して取り乱す傾向にある。なお、自分の容姿がいいことを否定はしない。
原作小説では早期に退場したキャラクターだが、この作品では長門、キョンに次ぐ準主人公的な立ち位置であり、アニメ版にも全話に登場する。

朝比奈みくる（あさひな みくる）
声 - 後藤邑子
北高に通う2年生（物語途中より3年生）で書道部部員。学校では男子にとても人気があり、そのため鶴屋さんによって、勝手にファンクラブが設立されている。未来人ではなくなっていること以外は原作の設定とほとんど変わらないキャラクターであるが、本作ではハルヒではなく鶴屋さんに振り回されていることが多い。原作では長門を苦手とする設定があり、本作でも当初こそあまり話せなかったが、バレンタイン以降は彼女の恋を応援しており、要所でアドバイスを送るなど先輩と後輩として良好な関係を築いている。
原作小説では主要キャラクターの一人だが、本作では登場しないエピソードも多い。

鶴屋さん（つるやさん）
声 - 松岡由貴
北高に通う2年生（物語途中より3年生）で書道部部員。みくるの親友で、いつも行動を共にしている。勝手に「みくるファン倶楽部」を設立し、創設者として会員番号001番となっている。また、キョンを勝手にこのファン倶楽部に入会させており、当初はキョンから恐れられていた。朝倉と同様で、非常に何でもこなすことができるうえに武闘派。天敵は森先生で、なぜか森先生の気配だけが察知できなかったことに驚いている。裕福な家の子であり、長門たちが何かをしようとすると、いろいろな物を援助してくれている。

谷口（たにぐち）
声 - 白石稔
キョンが高校入学後に知り合った同級生の男友達。国木田と共に文芸部存続のために名前だけ貸して文芸部に在籍している（幽霊部員）。常に女子にモテることを考えており、女子を勝手にランク付けしている。

国木田（くにきだ）
声 - 松元惠
キョンの同級生でキョンとは同じ中学出身の男友達。谷口と共に文芸部存続のために名前だけ貸して文芸部に在籍している（幽霊部員）。佐々木とも中学が同じため顔なじみ。

黄緑江美里（きみどり えみり）
北高に通う3年生で生徒会長の側近。長門や朝倉より1学年上であるが2人とは幼馴染の仲良し3人組。長門曰く、朝倉は彼女には頭が上がらないらしい。また、キョンたち行きつけの喫茶店「珈琲屋 夢（ドリーム）」でウェイトレスのバイトをしている。
原作や『涼宮ハルヒちゃんの憂鬱』に登場する喜緑江美里と絵柄はほぼ同一であるが、一文字違いになっている。

森園生（もり そのう）
声 - 小見川千明
北高の体育教師。暴走した鶴屋さんを簡単に止めることができるなど、謎の多い人物。原作では機関のメンバーであり、パートタイムでメイドをしていた。
なお、アニメ第8話では同姓同名のよく似た人物が旅館「鶴寿館」で仲居として登場しているが、上記の森園生と同一人物かは不明である。

### 光陽園学院
涼宮ハルヒ（すずみや ハルヒ）
声 - 平野綾
光陽園学院に通う1年生（物語途中より2年生）。原作（消失を除く）や『涼宮ハルヒちゃんの憂鬱』の時より髪が長い。クリスマスイブからクリスマス当日にかけて、サンタを捕獲しようと公園で張り込んでいたが、早朝、力つき倒れてしまい、たまたまそこを通りかかった長門とキョンによって助けられ、二人と関係を持つようになる。それ以降、古泉と共に北高の文芸部に現れるようになり、「北高文芸部ミステリー部門臨時部員」を名乗って文芸部の活動に参加している。中学1年生の七夕の日に、自身の通っている中学校の校庭に宇宙へのメッセージを書こうとして、閉門している学校に不法侵入しようとしたところを、同じく中学1年のキョンに見つかり、そのままキョンにメッセージを全て書かせたことがある。原作の設定と同じく、行動的で突拍子もないことを言いまくり、「宇宙人や未来人や超能力者を探し出し一緒に遊ぶこと」を夢見ている。
普段は北高のメンバーや古泉を振り回しているが、朝倉と二人きりになった場合には長門を案ずる彼女の言動に振り回されることが多い。ただし、ハルヒにとって朝倉は対等に会話を交わせる数少ない同性の友人でもあり、普段は隠しているキョンへの想いを朝倉に打ち明けたこともある。
原作小説のメインヒロインではあるが、北高の生徒ではないため本作では登場しないエピソードも存在する。

古泉一樹（こいずみ いつき）
声 - 小野大輔
光陽園学院に通う1年生（物語途中より2年生）。ハルヒと同じく北高文芸部ミステリー部門臨時部員。ハルヒの付き人的存在で、ほとんど行動を共にしている。ハルヒと行動を共にする理由は、古泉は光陽園学院に1年生の春ごろという中途半端な時期にやってきた転校生であり、そのため周囲から孤立していた所を、ハルヒが「謎の転校生」として素直に接してくれたため。しかし、「転校生」という属性にしか興味のないハルヒには最近飽きられつつあると思い少し焦っている。ハルヒのことを魅力的と感じ、素直に好きと認めている。
原作小説の主要キャラクターではあるが、本作ではハルヒと同様に登場しないエピソードも存在する。

佐々木（ささき）
光陽園学院に通うキョンの幼なじみで、同級生の女子。一人称は「僕」のボクっ子だが、原作で言及された、話し相手の性別によって一人称を変える描写はない。キョン、国木田とは同じ中学校出身であり、中学時代から全国模試で上位に入るほどの秀才。キョンとはお互いに「親友」と口にするほど仲がよく、中学時代はいつも一緒に塾に通っていたために周囲（特に国木田）から二人が付き合っていると勘違いされていた。

周防九曜（すおう くよう）
光陽園学院に通う女子。単行本第6巻より登場。原作小説とは異なり眼鏡を掛けているのが特徴。文化祭の手伝いに来ていた谷口と衝突して鼻血を出すが、同時に一目惚れしたらしく、一緒に文化祭を回っている。谷口が勢い余って下品な発言をしてしまった際には爆笑して「おもしろい人」と評している。

### その他
キョンの妹
声 - あおきさやか
キョンの妹。キョンと長門の関係に興味を持っており、彼女の発言がきっかけでキョンは自身の長門への想いを自覚することになる。

旅館「鶴寿館」従業員
文芸部一行が宿泊した旅館「鶴寿館」の従業員。ただし単行本3巻では「鶴寿館」の従業員は詳しく描写されていないため、アニメオリジナルの設定となっている。なお名前や容姿および森園生を除く3人の担当声優は、アニメ版の『涼宮ハルヒの憂鬱』に登場した「機関」関係者と同一である。
新川（あらかわ）
声 - 大塚明夫
旅館「鶴寿館」の料理長兼送迎車の運転手。文芸部一行には夕食時に料理長として挨拶をした。

森園生（もり そのう）
声 - 小見川千明
来訪した文芸部一行を出迎えるとともに、仲居として荷物持ちや夕食の支度を行っている。

多丸圭一（たまる けいいち）
声 - 井上和彦
来訪した文芸部一行を出迎えるとともに、チェックイン業務を担当する。

多丸裕（たまる ゆたか）
声 - 森川智之
来訪した文芸部を圭一と一緒に出迎えるとともに、部屋までの案内を行う。

## 用語・設定
文芸部
『涼宮ハルヒちゃんの憂鬱』や原作においてはSOS団のたまり場となっているが、『長門有希ちゃんの消失』においては、ちゃんとした部活で長門が部長という設定。同作においては長門1人しか部員がいないことから廃部の危機に立たされており、12月1日の時点で（長門を含めて）部員が5人集まらないと年内廃部という事態に追い込まれていた。最終的には長門の勧誘を受けたキョンと朝倉が入部し、状況を知ったキョンが谷口と国木田の名前を借りたことで無事存続できることとなった。しかし、部長である長門ですら部活中にゲームをしていたり、ハルヒ登場後は、そのハルヒが文芸部（と、書道部のみくると鶴屋さん）を巻き込んで勝手な行動に出たり、行事を催すことが多くなり、文芸部らしいことはあまりできていない。しかし、ハルヒは逆に、その自分が起こした行動や行事を、文芸部の活動として、文芸部らしく書類や冊子として北高に提出しているため、文芸部の活動は教師らからはまったく疑問視されていない。

書道部
原作では、みくるが入っていた部活として触れられたり、原作の『消失』で（ハルヒがいないために）みくるが書道部部員となったままでいる程度であったが、本作では、SOS団の存在しない日常を描いている関係で書道部の様子も少し描かれている。しかし、やはりみくると鶴屋さんは文芸部と関わっていることの方が多い。

光陽園学院
原作4巻『消失』で起こった、改変後の世界と同じく、女子校（お嬢様学校）ではなく、共学の進学校という設定。ハルヒがキョンと朝倉が現在勉強している授業の問題を見て、「去年の範囲」と言っていることから、授業の進度は北高より遥か先に進んでいる様子。北高文芸部と光陽園学院のハルヒ、古泉の関係は、物語途中よりハルヒが作成し、半ば強引に文芸部部長の長門にサインを書かせて北高に提出した書類によって、「部活動中の学校間交流」ということになっている。ハルヒや長門らが2年生の時の学園祭が北高での共同開催となった。なお、3年生は受験のために文化祭の参加が認められていない。

## 書誌情報

### 漫画
- 谷川流（原作） / いとうのいぢ（キャラクター原案） / ぷよ（作画） 『長門有希ちゃんの消失』 角川書店→KADOKAWA〈角川コミックス・エース〉、全10巻
  1. 2010年2月4日初版発行（2月2日発売[3]）、ISBN 978-4-04-715405-6
  2. 2010年11月25日初版発行（11月24日発売[4]）、ISBN 978-4-04-715562-6
  3. 2011年9月3日初版発行（9月1日発売[5]）、ISBN 978-4-04-715773-6
  4. 2012年5月2日初版発行（4月27日発売[6]）、ISBN 978-4-04-120217-3
  5. 2012年11月26日初版発行（11月21日発売[7]）、ISBN 978-4-04-120498-6
  6. 2013年12月26日初版発行（同日発売[8]）、ISBN 978-4-04-120498-6
  7. 2014年9月4日初版発行（同日発売[9]）、ISBN 978-4-04-120960-8
  8. 2015年3月4日初版発行（3月26日発売[10]）、ISBN 978-4-04-101755-5
  9. 2015年11月4日初版発行（同日発売[11]）、ISBN 978-4-04-102881-0
    - オリジナルアニメBD付き限定版：2015年10月26日初版発行（同日発売[12]）、ISBN 978-4-04-102882-7

  10. 2017年2月4日初版発行（同日発売[13]）、ISBN 978-4-04-105044-6

### 小説
4コマ小説という形式を導入しており、1話あたりショートショート4ページと挿絵付きの会話が一組となっている。何も変わらない日常の文芸部を描くことをテーマとしており、原作漫画単行本1巻から2巻までの物語を主軸にオリジナルエピソードを交えた全36組のストーリーが収録される。
- 新木伸（著） / 谷川流（原作） / いとうのいぢ（キャラクター原案） / ぷよ（原作・イラスト） 『長門有希ちゃんの消失 とある一日』 KADOKAWA〈角川スニーカー文庫〉、2015年4月1日初版発行（同日発売[14]）、ISBN 978-4-04-102896-4

## テレビアニメ
2014年9月4日発売の『ヤングエース』10月号にて2015年TVアニメ化決定と発表。2014年12月18日に公式サイト上でスタッフ・キャストが発表され、2015年4月より7月まで放送された。
アニメーション制作は『涼宮ハルヒの憂鬱』の2006年と2009年のシリーズ、劇場版『涼宮ハルヒの消失』、『涼宮ハルヒちゃんの憂鬱』、『にょろーん☆ちゅるやさん』を手がけた京都アニメーションからサテライトに変更され、その他のスタッフもエグゼクティブプロデューサー、統括プロデューサー、音楽プロデューサー、音響監督、音響効果の一部スタッフを除きほぼ変更されている。放送話数は、TVシリーズの連続アニメとしては異例の全16話となった。
原作の第1巻から第5巻のエピソードをオリジナル描写を加えつつほぼ忠実にアニメ化しているが、予告編映像において「長門が改変した世界で営まれる、ごく普通の日常」という設定が語られており、この作品が『原作小説「涼宮ハルヒの消失」において、改変された世界を元に戻さなかった場合の世界を描いた作品』であることが示唆されている。ただし、作中に原作小説との関連性を直接説明するような描写は無い。一方で作者のぷよは「漫画の有希ちゃんは別世界とかパラレルとかそういう認識で大丈夫」と発言しており、漫画版とアニメ版の世界観が異なる可能性も示唆されている。
なお、原作第9巻の限定版に収録されるBlu-ray Discに第17話にあたるOVA1話が収録された。内容は文芸部の夏休みを描いたものと予告されており、実際のアニメ本編も単行本5巻「Epilogue39 夏休み 宿題」や、原作小説「エンドレスエイト」を基にしたオリジナルエピソードだった。なお、OVAには第17話用の次回予告が収録されている。

### スタッフ
- 原作 - 谷川流[2]
- 漫画・アイキャッチイラスト（第7話 - 第9話） - ぷよ
- キャラクター原案 - いとうのいぢ[2]
- エグゼクティブプロデューサー - 安田猛
- 監督 - 和田純一[2]
- シリーズ構成 - 待田堂子[2]
- キャラクターデザイン・総作画監督 - 伊藤郁子[2]
- 美術監督 - 田尻健一[17]
- 色彩設定 - 谷本千絵[17]
- 撮影監督 - 岩崎敦[17]
- CGプロデューサー - 青谷崇司
- 編集 - 定松剛[17]
- 音響監督 - 鶴岡陽太[17]
- 音響効果 - 森川永子
- 音楽 - 加藤達也[17]
- 音楽プロデューサー - 斎藤滋、吉江輝成
- 音楽制作 - ランティス[17]
- 統括プロデューサー - 伊藤敦
- アニメーションプロデューサー - 金子文雄、江口浩平
- 制作 - サテライト[2]
- 製作 - 北高文芸部

### 主題歌
オープニングテーマ「フレ降レミライ」（第2話 - 第17話）
作詞 - 畑亜貴 / 作曲 - 佐々倉有吾 / 編曲 - 渡辺和紀 / 歌 - 北高文芸部女子会［長門有希（茅原実里）、朝倉涼子（桑谷夏子）、朝比奈みくる（後藤邑子）、鶴屋さん（松岡由貴）、涼宮ハルヒ（平野綾）］
エンディングテーマ「ありがとう、だいすき」（第1話 - 第17話）
作詞 - 畑亜貴 / 作曲 - rino / 編曲 - Evan Call / 歌 - 茅原実里
ただし、第13話のみ伴奏が異なる曲が使用され、歌手名のクレジットも「長門有希（CV:茅原実里）」となっていた。また、エンディング映像も物語が進む毎に変化していき、第1話から第9話・第10話から第12話・第13話・第14話以降と、4種類の映像が存在している。

### 挿入歌
「見つけてHappy Life」（第8話）
作詞 - 畑亜貴 / 作曲・編曲 - 橋本由香利 / 歌 - 朝比奈みくる（後藤邑子）
「giragira shake」（第8話）
作詞 - 真崎エリカ / 作曲・編曲 - 酒井拓也 / 歌 - キョン（杉田智和）
上記2曲は旅館でのカラオケ大会のシーンで使用された。「giragira shake」は曲調がB'zの「ultra soul」によく似ている。
「giragira shake」（第17話）
作詞 - 真崎エリカ / 作曲・編曲 - 酒井拓也 / 歌 - 朝比奈みくる（後藤邑子）＆鶴屋さん（松岡由貴）

### 各話リスト
| 話数           | サブタイトル            | 脚本     | 絵コンテ          | 演出              | 作画監督                                                                 | 総作画監督 |
| -------------- | ----------------------- | -------- | ----------------- | ----------------- | ------------------------------------------------------------------------ | ---------- |
| 第1話          | 大切な場所              | 待田堂子 | 和田純一          | 和田純一          | 今西亨                                                                   | 伊藤郁子   |
| 第2話          | もろびとこぞりて        | 待田堂子 | 和田純一          | 飛田剛            | 井上英紀                                                                 | 伊藤郁子   |
| 第3話          | 涼宮ハルヒ!!            | 待田堂子 | 島津裕行          | 羽多野浩平        | 古澤貴文                                                                 | 伊藤郁子   |
| 第4話          | Be my Valentine         | 待田堂子 | 竹下良平          | 竹下良平          | 川島尚、田中知江                                                         | 伊藤郁子   |
| 第5話          | 彼女の憂鬱              | 待田堂子 | 和田純一          | 近藤一英          | 青木美穂、大橋幸子、北沢典子 長坂寛治、丸山修二                          | 伊藤郁子   |
| 第6話          | Over the Obento         | 和場明子 | 羽多野浩平        | 羽多野浩平        | 古澤貴文、松本文男、福世孝明                                             | 伊藤郁子   |
| 第7話          | ねがいごと              | 根元歳三 | 竹下良平          | 安藤健            | 飯飼一幸、岩岡優子 福世孝明、松本文男                                    | 伊藤郁子   |
| 第8話          | 涼宮ハルヒの謀          | 寺澤雄三 | 竹下良平          | 竹下良平          | いとうまりこ、椛島洋介、木野下澄江 清水貴子、丸山修二                    | 井上英紀   |
| 第9話          | その手を…               | 待田堂子 | 羽多野浩平        | 羽多野浩平        | 古澤貴文、福世孝明                                                       | 伊藤郁子   |
| 第10話         | サムデイ イン ザ レイン | 和場明子 | 安田賢司          | 飛田剛            | 香川久、川島尚                                                           | 伊藤郁子   |
| 第11話         | 長門有希ちゃんの消失I   | 根元歳三 | 石平信司          | 古賀一臣          | 金田栄二、しまだひであき 舘崎大、丸山修二                                | 井上英紀   |
| 第12話         | 長門有希ちゃんの消失II  | 根元歳三 | 安田賢司          | 大脊戸聡          | 斎藤圭太                                                                 | 今西亨     |
| 第13話         | 長門有希ちゃんの消失III | 待田堂子 | 和田純一          | ヤマトナオミチ    | 伊藤郁子、今西亨、香川久 川島尚、丸山修二                                | 伊藤郁子   |
| 第14話         | 彼女の戸惑い            | 和場明子 | 竹下良平          | 竹下良平          | 本田創一、陣内美帆、柳田幸平 服部憲知、松本弘、吉井弘幸 野口孝行、荒木裕 | 井上英紀   |
| 第15話         | 彼の迷い                | 待田堂子 | 水本葉月          | 水本葉月          | 古澤貴文、松本文男、福世孝明                                             | 今西亨     |
| 第16話         | 花火                    | 待田堂子 | 和田純一          | 飛田剛            | 井上英紀、今西亨、大橋幸子 川島尚、清水貴子、陣内美帆 本田創一、丸山修二 | 伊藤郁子   |
| 第17話 （OVA） | 終われない夏休み        | 待田堂子 | 石平信司 大脊戸聡 | 和田純一 大脊戸聡 | 伊藤郁子、井上英紀、工藤裕加 清水貴子、陣内美帆 服部憲知、丸山修二       | 伊藤郁子   |

### 放送局
| 放送期間               | 放送時間                     | 放送局      | 対象地域 | 備考                                 |
| ---------------------- | ---------------------------- | ----------- | -------- | ------------------------------------ |
| 2015年4月4日 - 7月18日 | 土曜 1:40 - 2:10（金曜深夜） | TOKYO MX    | 東京都   | 製作参加                             |
|                        | 土曜 22:30 - 23:00           | AT-X        | 日本全域 | 製作参加 / CS放送 / リピート放送あり |
| 2015年4月5日 - 7月19日 | 日曜 3:00 - 3:30（土曜深夜） | BS11        | 日本全域 | BS放送 / 『ANIME+』枠                |
| 2015年4月6日 - 7月20日 | 月曜 0:00 - 0:30（日曜深夜） | テレ玉      | 埼玉県   |                                      |
|                        |                              | チバテレ    | 千葉県   |                                      |
|                        |                              | tvk         | 神奈川県 |                                      |
|                        | 月曜 0:30 - 1:00（日曜深夜） | サンテレビ  | 兵庫県   |                                      |
|                        | 月曜 2:35 - 3:05（日曜深夜） | TVQ九州放送 | 福岡県   |                                      |
| 2015年4月7日 - 7月21日 | 火曜 1:55 - 2:25（月曜深夜） | 信越放送    | 長野県   |                                      |
| 2015年4月8日 - 7月22日 | 水曜 0:00 - 0:30（火曜深夜） | 岐阜放送    | 岐阜県   |                                      |
| 2015年4月9日 - 7月23日 | 木曜 1:20 - 1:50（水曜深夜） | 三重テレビ  | 三重県   |                                      |

| 配信期間               | 配信時間        | 配信サイト         | 備考                             |
| ---------------------- | --------------- | ------------------ | -------------------------------- |
| 2015年4月9日 -         | 木曜 12:00 更新 | dアニメストア      | 見放題サービス利用者は全話見放題 |
| 2015年4月10日 -        | 金曜 12:00 更新 | 楽天SHOWTIME       | 最新話1週間無料                  |
| 2015年4月16日 -        | 木曜 12:00 更新 | アニメパス         |                                  |
| 2015年4月23日 - 8月6日 |                 | ニコニコチャンネル | 有料                             |
|                        |                 | バンダイチャンネル | 有料                             |
|                        |                 | GYAO!              | 最新話1週間無料                  |

### BD / DVD
発売・販売元はKADOKAWAとなっている。Blu-ray初回限定版とDVD初回限定盤の二系統が発売された、全8巻。初回版のロットアップ後の通常版はデジパック仕様が紙スリーブに切り替わる。各巻に音声特典としてキャストコメンタリーとスタッフコメンタリーが収録された。また同様に各巻に封入特典としてサウンドトラックとラジオダイジェスト版、録り下ろしドラマが収録されたCDが同梱される。第1巻には映像特典として、2015年3月に行われた第一話上映会舞台挨拶映像と番宣スポット、TVCMやノンテロップOPEDなどが収録されているほか、第5巻にも映像特典として第10話に使用されたノンテロップエンディングVer.2が収録され、第7巻には第13話に使用されたノンテロップエンディングVer.3と第14話以降に使用されたノンテロップエンディングVer.4が収録され、また第8巻には提供バック映像が「提供バックコレクション」として収録された。
| 巻 | 発売日         | 収録話          | キャストコメンタリー | スタッフコメンタリー       | 規格品番  | 規格品番   |
| 巻 | 発売日         | 収録話          | キャストコメンタリー | スタッフコメンタリー       | BD限定版  | DVD限定版  |
| -- | -------------- | --------------- | -------------------- | -------------------------- | --------- | ---------- |
| 1  | 2015年6月26日  | 第1話 - 第2話   | 茅原実里、杉田智和   | 和田純一、伊藤敦、待田堂子 | KAXA-7251 | KABA-10358 |
| 2  | 2015年7月31日  | 第3話 - 第4話   | 茅原実里、平野綾     | 和田純一、伊藤敦、金子文雄 | KAXA-7252 | KABA-10359 |
| 3  | 2015年8月28日  | 第5話 - 第6話   | 茅原実里、桑谷夏子   | 和田純一、山崎聡、鶴岡陽太 | KAXA-7253 | KABA-10360 |
| 4  | 2015年9月25日  | 第7話 - 第8話   | 茅原実里、小野大輔   | 和田純一、山崎聡、加藤達也 | KAXA-7254 | KABA-10361 |
| 5  | 2015年10月30日 | 第9話 - 第10話  | 茅原実里、後藤邑子   | 和田純一、山崎聡、伊藤郁子 | KAXA-7255 | KABA-10362 |
| 6  | 2015年11月27日 | 第11話 - 第12話 | 茅原実里、松岡由貴   | 和田純一、山崎聡、海上千晶 | KAXA-7256 | KABA-10363 |
| 7  | 2015年12月25日 | 第13話 - 第14話 | 茅原実里、桑谷夏子   | 和田純一、山崎聡、吉江輝成 | KAXA-7257 | KABA-10364 |
| 8  | 2016年1月29日  | 第15話 - 第16話 | 茅原実里、杉田智和   | 和田純一、伊藤敦、待田堂子 | KAXA-7258 | KABA-10365 |

### CD
発売元はランティス。販売元はバンダイビジュアル。涼宮ハルヒシリーズ関連の新規曲は2011年発売のらくらく全手動空間/遊びの学びの静けさのよりおよそ4年ぶりとなる。
| 発売日        | タイトル                                                                                              | 規格品番                                            |
| ------------- | --- | --------------------------------------------------- |
| 2015年4月29日 | フレ降レミライ                                                                                        | LACM-14392                                          |
| 2015年5月27日 | TVアニメ『長門有希ちゃんの消失』CHARACTER SONG SERIES ”In Love” case.1 NAGATO YUKI （長門有希）       | LACM-14351                                          |
| 2015年5月27日 | TVアニメ『長門有希ちゃんの消失』CHARACTER SONG SERIES ”In Love” case.2 ASAKURA RYOKO（朝倉涼子）      | LACM-14352                                          |
| 2015年6月24日 | TVアニメ『長門有希ちゃんの消失』CHARACTER SONG SERIES ”In Love” case.4 TSURUYASAN（鶴屋さん）         | LACM-14354                                          |
| 2015年6月24日 | ありがとう、だいすき                                                                                  | LACM-14356（アーティスト盤） LACM-14357（アニメ盤） |
| 2015年6月24日 | TVアニメ『長門有希ちゃんの消失』CHARACTER SONG SERIES ”In Love” case.3 ASAHINA MIKURU（朝比奈みくる） | LACM-14353                                          |
| 2015年7月22日 | TVアニメ『長門有希ちゃんの消失』CHARACTER SONG SERIES ”In Love” case.3 ASAHINA MIKURU（朝比奈みくる） | LACM-14385（正規版）                                |
| 2015年7月22日 | TVアニメ『長門有希ちゃんの消失』CHARACTER SONG SERIES ”In Love” case.5 SUZUMIYA HARUHI（涼宮ハルヒ）  | LACM-14355                                          |

### Webラジオ
『長門有希ちゃんの消失 北高文芸部ラジオ支部』が2015年4月20日から2015年12月28日までランティスネットラジオにて毎週月曜日22時に配信されていた。パーソナリティは茅原実里（長門有希役）と桑谷夏子（朝倉涼子役）。全37回。提供は北高文芸部。涼宮ハルヒ関連のラジオ番組は2006年12月末まで配信された涼宮ハルヒの憂鬱 SOS団ラジオ支部よりおよそ8年ぶりとなる。スタッフの構成作家の渡邊純也とディレクターの小林順も同番組から引き継いでいる。
ゲスト
- 杉田智和（キョン役） - 第9回（公開録音）

テーマソング
オープニングテーマ「ふわふわナカマでよろしくね」
作詞 - 畑亜貴 / 作曲・編曲 - 渡辺和紀 / 歌 - 長門有希（茅原実里）&朝倉涼子（桑谷夏子）
「フレ降レミライ」のカップリング曲として収録されている。
エンディングテーマ「ありがとう、だいすき」
作詞 - 畑亜貴 / 作曲 - rino / 編曲 - Evan Call / 歌 - 茅原実里

コーナー
4コマラジオドラマ
4コマラジオドラマと題している1分程度のショートミニラジオドラマ。出演は長門有希と朝倉涼子。第1回配信のラジオは原作第1巻の番外編を使用している。
オープニングトーク
最近の近況のほか、直近で放送されたアニメの感想等をトークするコーナー。ここでリスナーからのおたよりを読むことも。
ふつおた
毎回必ずあるコーナー。ふつうのおたよりということでノンジャンルのおたよりを受け付ける。
わが街レポート
第3回より開始のコーナー。スタッフが作品の舞台である兵庫県西宮市へロケハンへ行った際に2006年や2009年のシリーズの時点より変貌していたことから着想された。リスナーが自分の街の変化などをリポートする。
長門有希ちゃんの空腹
3回に1回開かれるコーナーで、リスナーが知っているグルメ情報を募集するコーナーである。由来は長門有希ちゃんが、大食いであるためである。このコーナーではラジオブースに紹介された食べ物が持ち込まれ実際に2人が食べながら進行する。
朝倉涼子の夕食レシピ
長門有希ちゃんの空腹とわが街レポートと3週替わりで行われるコーナーで、リスナーから手軽に安く出来るレシピを募集し、パーソナリティーの桑谷夏子がその良し悪しを朝倉涼子風に「それ、有り」と「それ、無理」で判定する。
スタッフ日記ラジオ出張版
角川書店のスタッフが出演し、作品に関するイベントや物品について宣伝を行うコーナーである。初期に数回行われたのみで発売情報はパーソナリティーが紹介するコーナーへ変更となった。
○○の文芸部日誌
クロージングトークの後に行われるコーナー。パーソナリティーのどちらかが、役または本人としてその回の反省や振り返りをするコーナーである。奇数回は長門有希（茅原実里）、偶数回は朝倉涼子（桑谷夏子）が担当している。ただし、第9回放送（公開録音）ではゲストのキョン（杉田智和）が担当した。

## コラボレーション
- スマートフォンゲーム『アイドルクロニクル』とのコラボで、ヤングエース2015年4月号・5月号にゲーム内に実装できるコラボ衣装のシリアルコードが付録となった[28]。
- アニメコラボカフェ『SHIROBACO』とのコラボで、2015年5月16日～6月5日の間、作品をイメージしたオリジナルメニューやオリジナルコースターがもらえる特典などが提供された[29]。